# Калининский (Зианчуринский район)
Калининский (баш. Калинин) — хутор в Зианчуринском районе Республики Башкортостан Российской Федерации. Входит в состав Яныбаевского сельсовета.

## География

### Географическое положение
Расстояние до:
- районного центра (Исянгулово): 110 км,
- ближайшей ж/д станции (Кувандык): 27 км.

## Население
| 1939 | 1959 | 1970 | 1979 | 1989 | 2002 | 2009 |
| ---- | ---- | ---- | ---- | ---- | ---- | ---- |
| 191  | ↘181 | ↘166 | ↘90  | ↘59  | ↘36  | ↘23  |
| 2010 |      |      |      |      |      |      |
| ↘17  |      |      |      |      |      |      |